# Twinings
Die R. Twining & Co Limited ist ein Anbieter von Heißgetränken. Das britische Unternehmen in London, England, hat als Geschäftsgegenstand die Getränkeherstellung und den Vertrieb derselben. Unter seiner Eigenmarke Twinings of London verkauft das Unternehmen insbesondere diverse Schwarz- und Grüntees. Das Unternehmen befand sich über zehn Generationen mehr als 250 Jahre in den Händen der Familie Twining. Im Jahre 1964 wurde es von Associated British Foods übernommen.

## Geschichte

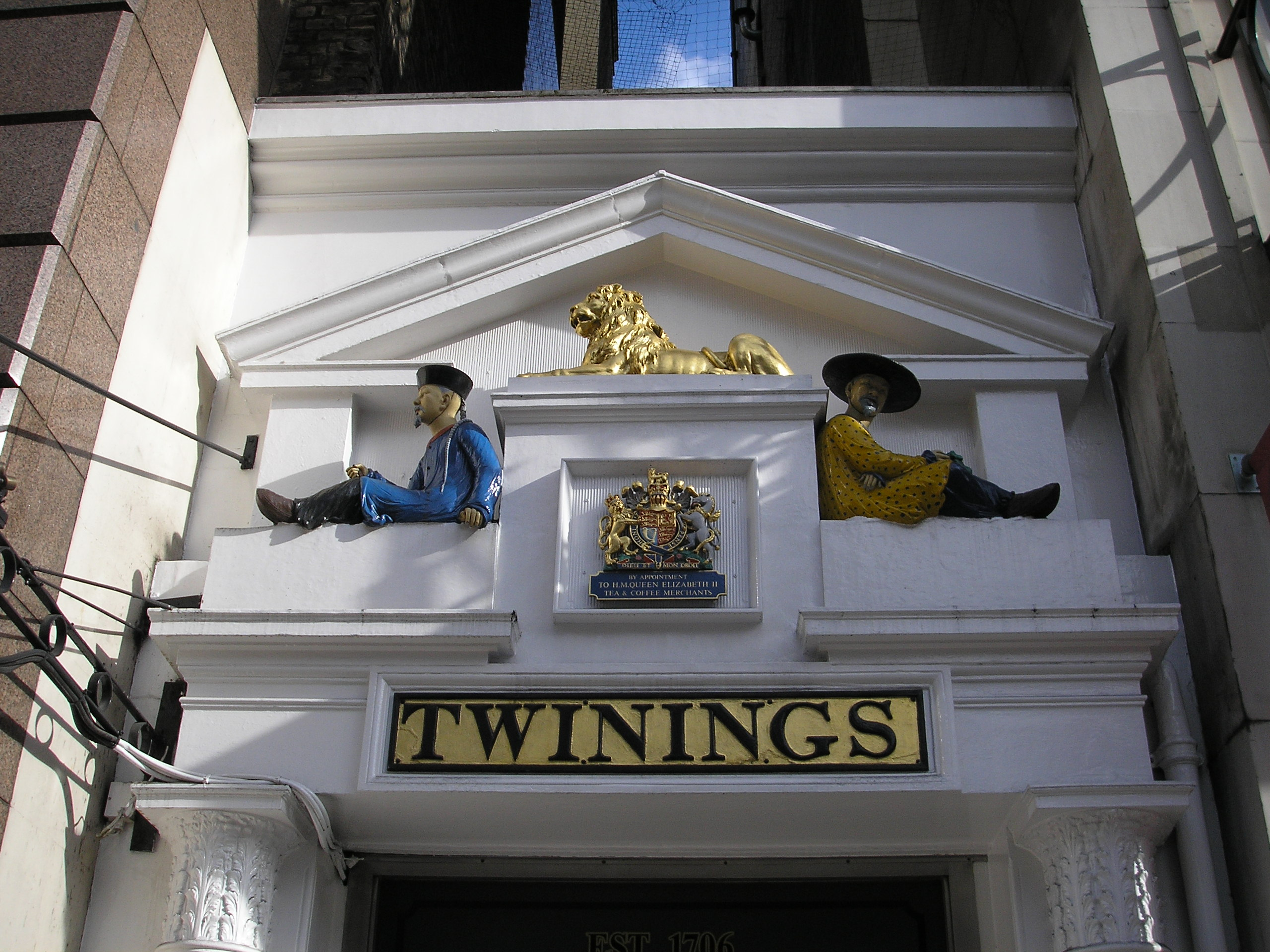
Twinings Stammgeschäft an der Strand in London (2006)

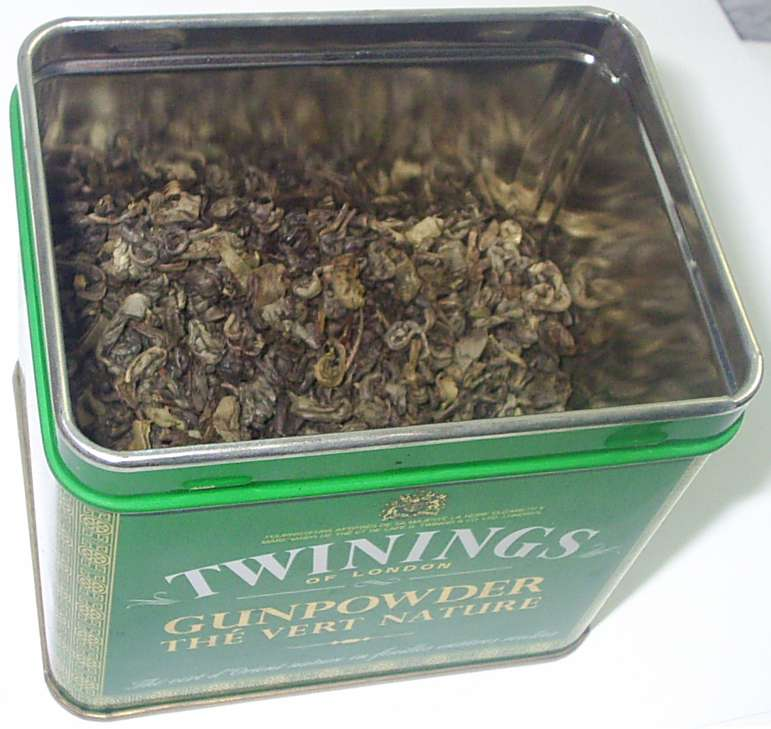
Gunpowder-Tee von Twinings

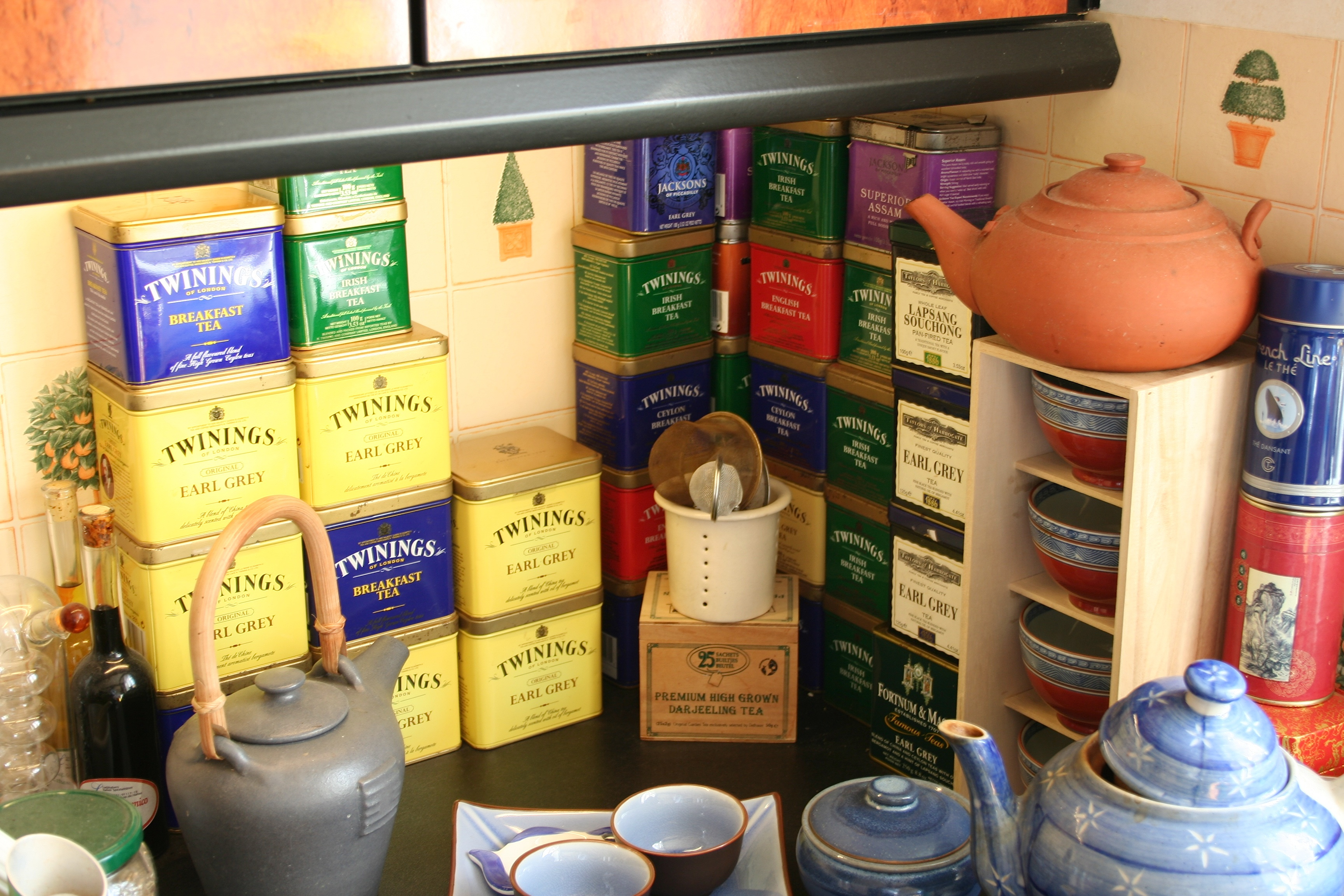
Teedosen von Twinings

Das Unternehmen wurde von Thomas Twining (1675–1741) gegründet, einem ehemaligen Angestellten der Ostindien-Kompanie, der 1706 das Kaffeehaus Tom's Coffeehouse bei Strand, London in Devereux Court eröffnete. Kaffeehäuser waren im 17. und 18. Jahrhundert wichtige gesellschaftliche Treffpunkte, wo die Männer ihre Geschäftsbeziehungen pflegten. Die Konkurrenz zwischen den vielen entstehenden Kaffeehäusern war groß, aber Thomas Twining konnte sich erfolgreich mit dem Verkauf von Tee – damals ein Modegetränk der upper class – etablieren. Twinings Erfolg war so unmittelbar, dass er für seine Tees exorbitante Preise verlangen konnte: 100 Gramm Twining's Gunpowder Green Tea kosteten im Jahr 1706, umgerechnet auf heutige Preise, über 200 Euro.
Twinings hatte einen guten Ruf, der bald auch den britischen Adel erreichte. So gehörten unter anderen auch Roger Abdy, Lord George Anson, die Familie Blount of Twickenham, Earl of Cardigan oder der Maler William Hogarth zu seiner Kundschaft.
Im Jahre 1717 konnte Thomas Twining zwei weitere Kaffeehäuser eröffnen, darunter das Haus an der Strand 216, an der sich heute immer noch ein Twinings Tea Shop befindet. Im selben Jahr machte er den goldenen Löwen zu seinem Firmen-Emblem (Twinings goldener Löwe ist das älteste bekannte Firmenlogo, das noch heute verwendet wird). 1734 gab Twining die Kaffeehäuser auf und konzentrierte sich von nun an voll und ganz auf den lukrativeren Teehandel. 1741 starb Thomas Twining und vererbte sein Geschäft seinem Sohn Daniel. Daniel Twining begann, erfolgreich Tee nach Amerika zu exportieren. Als Daniel Twining 1762 verstarb, führte seine zweite Frau, Mary Little, das Familiengeschäft weiter. Daniel Twinings Sohn aus erster Ehe, Richard Twining, übernahm das Geschäft 1771 von ihr und sein jüngerer Bruder John wurde 1782 sein Geschäftspartner. Als bei der Boston Tea Party 1773 Tonnen von Tee ins Meer geworfen wurden, hielten die Firmenchronisten fest, dass kein Twinings Tea darunter war.
Dank der geschäftlichen Erfolge seines Großvaters und seines Vaters war Richard Twining einer der wichtigsten Geschäftsleute Londons seiner Zeit. Premierminister William Pitt hörte auf seinen Rat, die Steuern für importierte Waren zu senken und mit dem Commutation Act von 1784 senkte dieser die Teesteuern, so dass Tee nun für alle Menschen erschwinglich wurde.
Richard Twining II. und seine Brüder George und John übernahmen 1818 das Familienunternehmen. 1825 eröffneten sie ergänzend zum Teegeschäft die Twining's Bank, die 1892 mit Lloyds fusionierte. Im Jahr 1837 erteilte Queen Victoria Twinings als erstem Teehändler das königliche Siegel als Hoflieferant.
1857 übernahm Richard Twining III. gemeinsam mit seinem Cousin Samuel Harvey Twining das Familiengeschäft. Sie erweiterten das Geschäft um weitere Teeläden in ganz London und halfen durch stetige Preissenkungen mit, Tee in Großbritannien zu einem Getränk der Massen zu machen.
Im Zweiten Weltkrieg wurde das Twinings-Mutterhaus in der Strand 216 von einer Bombe getroffen. Innerhalb weniger Stunden wurde das Eingangstor des zerstörten Hauses wieder errichtet und der Teehandel weitergeführt.
Nach der Übernahme im Jahr 1964 durch die Associated British Foods wurde Twinings vergrößert und eine neue Teefabrik bei Andover gebaut. Später kamen weitere Produktionsstandorte in Woolsbridge (New Forest) und in Greensboro (North Carolina, USA) hinzu. Heute werden viele Twinings-Tees bereits in Kalkutta abgemischt, von wo aus sie weltweit verschifft werden.
Die Produktion und Verpackung sowie wie der Firmensitz befindet sich in Polen.